# Championnat du monde junior masculin de handball
Le championnat du monde junior masculin de handball (appellation officielle Modèle:Lange) réunit tous les deux ans depuis 1977 les meilleures équipes nationales masculines junior (moins de 21 ans) de handball. 
Le Danemark, vainqueur de son quatrième titre en 2025, est le tenant du titre.

## Palmarès

### Bilan
| Rang  | Nation        | Médaille d'or, monde | Médaille d'argent, monde | Médaille de bronze, monde | Total |
| ----- | ------------- | -------------------- | ------------------------ | ------------------------- | ----- |
| 1     | / Russie*     | 7                    | 1                        | 2                         | 10    |
| 2     | Danemark      | 4                    | 6                        | 2                         | 12    |
| 3     | Allemagne*    | 4                    | 2                        | 1                         | 7     |
| 4     | Suède         | 3                    | 3                        | 2                         | 8     |
| 5     | / Serbie*     | 3                    | 2                        | 3                         | 8     |
| 6     | France        | 2                    | 0                        | 3                         | 5     |
| 7     | Espagne       | 1                    | 5                        | 0                         | 6     |
| 8     | Égypte        | 1                    | 0                        | 2                         | 3     |
| 9     | Hongrie       | 0                    | 2                        | 1                         | 3     |
| 10    | Portugal      | 0                    | 1                        | 1                         | 2     |
| 11    | Ukraine       | 0                    | 1                        | 0                         | 1     |
| 11    | Croatie       | 0                    | 1                        | 0                         | 1     |
| 13    | Slovénie      | 0                    | 0                        | 2                         | 2     |
| 13    | Islande       | 0                    | 0                        | 2                         | 2     |
| 15    | Tunisie       | 0                    | 0                        | 1                         | 1     |
| 15    | Rép. tchèque* | 0                    | 0                        | 1                         | 1     |
| 15    | Îles Féroé    | 0                    | 0                        | 1                         | 1     |
| Total | Total         | 23                   | 23                       | 23                        | 69    |

*L'IHF considère que la Russie hérite du palmarès de l'URSS, la Serbie de la Yougoslavie, l'Allemagne de l'Allemagne de l'Ouest et la République tchèque de la Tchécoslovaquie.

### Palmarès détaillé
| 1977      | Suède              | Union soviétique                          | 24 – 10                                   | Hongrie                                   | Yougoslavie                               | 24 – 21                                   | Espagne                                   |
| 1979 (en) | / Danemark / Suède | Union soviétique                          | 30 – 25                                   | Yougoslavie                               | Suède                                     | 25 – 20                                   | Danemark                                  |
| 1981 (en) | Portugal           | Yougoslavie                               | 28 – 21                                   | Union soviétique                          | Tchécoslovaquie                           | 32 – 26                                   | Suède                                     |
| 1983 (en) | Finlande           | Union soviétique                          | 32 – 17                                   | Allemagne de l'Ouest                      | Danemark                                  | 31 – 28                                   | Suède                                     |
| 1985 (en) | Italie             | Union soviétique                          | 32 – 27                                   | Suède                                     | Yougoslavie                               | 23 – 22                                   | Allemagne de l'Ouest                      |
| 1987 (da) | Yougoslavie        | Yougoslavie                               | 28 – 26                                   | Espagne                                   | Union soviétique                          | 34 – 18                                   | Suède                                     |
| 1989 (pl) | Espagne            | Union soviétique                          | 23 – 17                                   | Espagne                                   | Yougoslavie                               | 23 – 22                                   | Allemagne de l'Ouest                      |
| 1991 (da) | Grèce              | Yougoslavie                               | 27 – 16                                   | Suède                                     | Union soviétique                          | 27 – 25                                   | Espagne                                   |
| 1993 (en) | Égypte             | Égypte                                    | 22 – 19                                   | Danemark                                  | Islande                                   | 21 – 20                                   | Russie                                    |
| 1995 (da) | Argentine          | Russie                                    | 29 – 28ap                                 | Espagne                                   | Portugal                                  | 24 – 23                                   | Norvège                                   |
| 1997 (da) | Turquie            | Danemark                                  | 29 – 23                                   | Ukraine                                   | France                                    | 28 – 24                                   | Pologne                                   |
| 1999 (da) | Qatar              | Danemark                                  | 26 – 22ap                                 | Suède                                     | Égypte                                    | 32 – 31ap                                 | France                                    |
| 2001 (da) | Suisse             | Russie                                    | 31 – 27                                   | Espagne                                   | Suède                                     | 37 – 26                                   | Hongrie                                   |
| 2003 (da) | Brésil             | Suède                                     | 36 – 34ap                                 | Danemark                                  | Slovénie                                  | 35 – 33                                   | Espagne                                   |
| 2005 (da) | Hongrie            | Danemark                                  | 40 – 35                                   | Serbie-et-Monténégro                      | Hongrie                                   | 28 – 27                                   | Allemagne                                 |
| 2007 (en) | Macédoine du Nord  | Suède                                     | 31 – 29                                   | Allemagne                                 | Danemark                                  | 27 – 26                                   | Croatie                                   |
| 2009 (en) | Égypte             | Allemagne                                 | 32 – 24                                   | Danemark                                  | Slovénie                                  | 35 – 24                                   | Égypte                                    |
| 2011      | Grèce              | Allemagne                                 | 27 – 18                                   | Danemark                                  | Tunisie                                   | 24 – 18                                   | Égypte                                    |
| 2013      | Bosnie-Herzégovine | Suède                                     | 28 – 23                                   | Espagne                                   | France                                    | 32 – 27                                   | Croatie                                   |
| 2015      | Brésil             | France                                    | 26 – 24                                   | Danemark                                  | Allemagne                                 | 35 – 34ap                                 | Égypte                                    |
| 2017      | Algérie            | Espagne                                   | 39 – 38ap                                 | Danemark                                  | France                                    | 23 – 22                                   | Allemagne                                 |
| 2019      | Espagne            | France                                    | 28 – 23                                   | Croatie                                   | Égypte                                    | 37 – 27                                   | Portugal                                  |
| 2021      | Hongrie            | Annulé à cause de la pandémie de Covid-19 | Annulé à cause de la pandémie de Covid-19 | Annulé à cause de la pandémie de Covid-19 | Annulé à cause de la pandémie de Covid-19 | Annulé à cause de la pandémie de Covid-19 | Annulé à cause de la pandémie de Covid-19 |
| 2023 (en) | / Allemagne/Grèce  | Allemagne                                 | 30 – 23                                   | Hongrie                                   | Islande                                   | 27 – 23                                   | Serbie                                    |
| 2025 (en) | Pologne            | Danemark                                  | 29 – 26                                   | Portugal                                  | Îles Féroé                                | 27 – 26                                   | Suède                                     |